# Jean-Marie de Man d'Attenrode
Jean Marie Joseph François de Paule de Man d'Attenrode en Wevere, bekend met als voornaam Ivan (Brussel, 16 juli 1801 - Hoeilaart, 23 maart 1879), was een Belgisch volksvertegenwoordiger, senator en burgemeester.

## Levensloop
De Man was een zoon van burgemeester en senator Joseph de Man d'Hobruge en van Marie-Angélique de Robiano. Hij trouwde met Marie-Caroline Le Fèvre d'Ormesson (1811-1890). Ze hadden drie dochters en een jong gestorven zoon. Na de dood van De Man trad zijn weduwe in bij de Visitandinnen. De drie dochters trouwden met Franse edellieden. Twee trouwden met twee broers, Gaston en Ernest de Saint-Phalle. De beeldhouwster Niki de Saint-Phalle en de schrijfster Thérèse de Saint-Phalle hebben Ernest als hun overgrootvader. De familienaam De Man d'Attenrode is uitgestorven in 1921.
De familie De Man droeg adellijke titels sinds 1673. Joseph de Man verkreeg adelserkenning in 1828 en de erfelijke baronstitel in 1838. Ivan was baron vanaf 1854.
Na rechtenstudies in Parijs werd De Man arrondissementscommissaris voor Sint-Niklaas (1832-1835) en voor Leuven (1835-1842).
Hij werd ook verkozen tot katholiek parlementslid:
- 1833 tot 1835: volksvertegenwoordiger voor het arrondissement Sint-Niklaas,
- 1836 tot 1863: volksvertegenwoordiger voor het arrondissement Leuven,
- 1863 tot aan zijn dood: senator voor het arrondissement Leuven,

in totaal 45 jaar.
Van 1855 tot kort voor zijn dood was hij burgemeester van Hoeilaart, in opvolging van zijn vader.